# Incontinência fecal
Incontinência fecal é a incapacidade de controlar a eliminação das fezes.
Ocorre geralmente de alterações anatômicas na região do períneo, que sustenta o ânus, o canal anal e o fim do canal digestivo. Existem dois esfíncteres, enervados pelo nervo pudendo que os controla. Possíveis alterações nesta região podem causar a incontinência fecal.